# Systema Naturae
Systema Naturae (de nome completo: Systema naturae per regna tria naturae, secundum classes, ordines, genera, species, cum characteribus differentiis, synonymis, locis) foi um livro escrito por Lineu, no qual seu autor faz a delineação das suas ideias para uma classificação hierárquica das espécies. Lineu concebeu o seu "Systema" dividindo a Natureza em três reinos: Animalia, Vegetalia e Mineralia.
Foi publicado em latim, tendo a sua primeira edição visto a luz do dia em 1735.
Enquanto a primeira edição continha apenas 10 páginas, a 13ª edição, em 1770, já tinha já 3000 páginas.
A 10ª  edição do Systema Naturae de Linnaeus, editada no ano de 1758, é o trabalho que iniciou a aplicação geral da nomenclatura binomial zoológica. Portanto, esta data é aceita como ponto de partida da nomeclatura zoológica e da lei da prioridade. 

## Taxonomia

### O Reino Vegetal

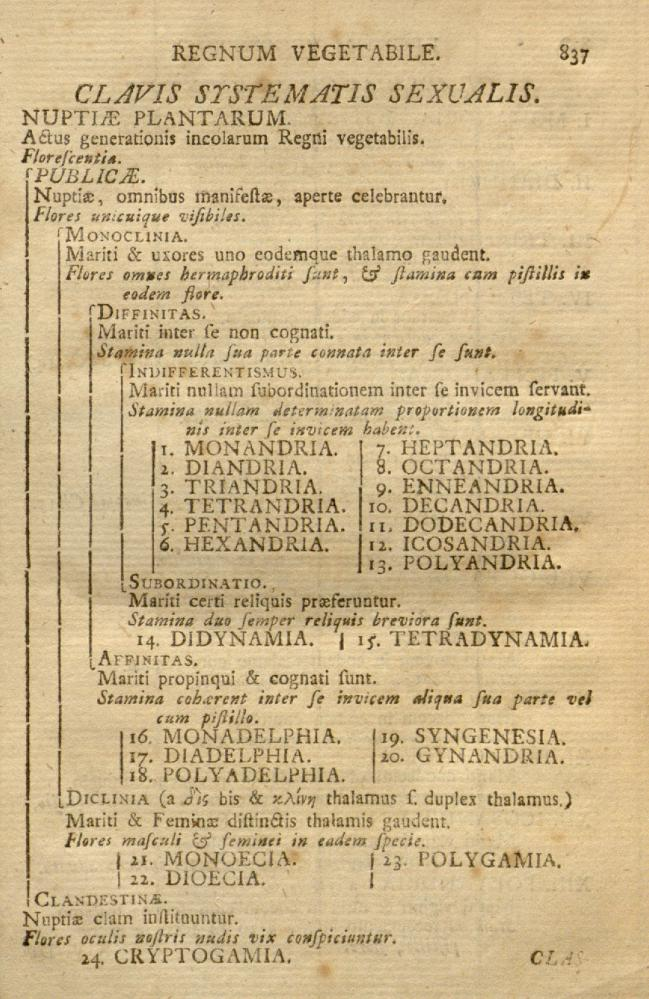
Chave do sistema sexual da décima edição de Systema Naturæ

As ordens e classes de plantas, de acordo com a sua obra Systema Sexuale, nunca foram previstas representar grupos naturais (em oposição a ordines naturales na sua obra Philosophia Botanica) mas apenas para uso em identificação. Foram usados nesse sentido até ao século XIX. As classes lineanas para as plantas, no seu sistema sexual, eram:
- Classis 1. Monandria
- Classis 2. Diandria
- Classis 3. Triandria
- Classis 4. Tetrandria
- Classis 5. Pentandria
- Classis 6. Hexandria
- Classis 7. Heptandria
- Classis 8. Octandria
- Classis 9. Enneandria
- Classis 10. Decandria
- Classis 11. Dodecandria
- Classis 12. Icosandria
- Classis 13. Polyandra
- Classis 14. Didynamia
- Classis 15. Tetradynamia
- Classis 16. Monadelphia
- Classis 17. Diadelphia
- Classis 18. Polyadelphia
- Classis 19. Syngenesia
- Classis 20. Gynandria
- Classis 21. Monoecia
- Classis 22. Dioecia
- Classis 23. Polygamia
- Classis 24. Cryptogamia